# Курбатовский сельсовет
Курбатовский сельсовет — упразднённое сельское поселение в Казачинском районе Красноярского края.
Административный центр — село Курбатово.
Законом Красноярского края от 3 июня 2015 года № 8-3422, были преобразованы, путём их объединения, муниципальные образования Казачинский сельсовет и Курбатовский сельсовет в муниципальное образование Казачинский сельсовет с административным центром в селе Казачинское.

## Население
| 2010 | 2012 | 2013 | 2014 | 2015 |
| ---- | ---- | ---- | ---- | ---- |
| 99   | ↘93  | ↘85  | ↘77  | ↘75  |

## Состав сельского поселения
В состав сельского поселения входило 3 населённых пункта:
| № | Населённый пункт | Тип населённого пункта       | Население |
| - | ---------------- | ---------------------------- | --------- |
| 1 | Гавань           | деревня                      | 13        |
| 2 | Зырянка          | деревня                      | 9         |
| 3 | Курбатово        | село, административный центр | 77        |

## Местное самоуправление
Курбатовский сельский Совет депутатов
Дата избрания: 14.03.2010. Срок полномочий: 5 лет. Количество депутатов: 7
Глава муниципального образования
- Паскольная Мария Вильгельмовна. Дата избрания: 14.03.2010. Срок полномочий: 5 лет